# Sar-e Pol-e Zahab
Sra-e Pol-e Zahab (în persană سرپل ذهاب; romanizat Sarpol-e Z̄ahāb, Sar-e Pol-e Z̄ahāb sau Sar-ī-Pūl Zūhāb; cunoscut și ca Pol-e Z̄ahāb, Pol-e Z̄ohāb, Sarī-Pūl sau Sarpol) este un oraș în Iran, capitala departamentului Sra-e Pol-e Zahab din provincia Kermanshah. În 2006 număra 34.632 locuitori care formau 8.210 de familii. Kurzii reprezintă principalul grup etnic din oraș.